# Makary (Filoteu)
Makary, imię świeckie Sotirios Filoteu (ur. 1952 w Nikozji) – cypryjski duchowny Greckiego Kościoła Prawosławnego, od 2001 metropolita Siderokastronu.

## Życiorys
Święcenia diakonatu przyjął w 1997, a prezbiteratu w 1981. Chirotonię biskupią otrzymał 16 grudnia 2001.
W czerwcu 2016 r. uczestniczył w Soborze Wszechprawosławnym na Krecie.